# Santa Margarida de Gósol
Santa Margarida de Gósol és un edifici del municipi de Gósol (Berguedà) inclosa en l'Inventari del Patrimoni Arquitectònic de Catalunya.

## Descripció
Es tracta d'una església d'una sola nau coberta a dues aigües amb teula àrab amb l'entrada a llevant. És un arc de mig punt amb grans dovelles; sobre seu trobem un òcul a banda i banda dues finestretes. A migdia una petita dependència per la sagristia. El parament és de carreus desbastats, disposats en fileres i units amb morter. La coberta és a dues aigües amb teula àrab. L'església està sota la tutela de sta. Margarida, copatrona de la vila. Adossat a ponent, trobem un habitatge avui deshabitat, i entre aquest i l'ermita, just per darrera l'altar, una dependencia on s'hi pot adorar la Santa.

## Història
L'església és documentada des del 1716 com a sufragània de la parroquial del castell de Gósol en la visita pastoral d'aquest any. El retaule barroc que decorava l'altar major es cremà durant la guerra civil (1936- 1939).
El 20 de juliol se celebra la festa de sta. Margarida.